# Safed
Tzfat sau Safed (în ebraică צפת; Tzfat, în ebraică biblică Ṣ'fath, în arabă صفد‎; Safed, ) este un oraș din nordul Israelului, unul din cele 4 orașe sfinte pentru evrei, împreunǎ cu Ierusalim, Tiberias și Hebron. Se aflǎ în partea de nord-est a Galileei, pe vârfurile munților Tzfat și Canaan la o altitudine de 850-900 metri deasupra nivelului mǎrii, privind spre Marea Galileei la sud-est, și spre lanțul muntilor Meiron la vest. Distanța pînǎ la Haifa este de 75 km, pînǎ la Tel Aviv 160 km, pînǎ la Ierusalim 200 km.
Tzfat este considerat capitala Galileei Superioare. În aprilie 2018 a numărat circa 40,000 locuitori.

## Istorie

### Legende de inspirație biblică
După o legendă evreiască Tzfat a fost întemeiat de un fiu al lui Noe, după Potop.
. Potrivit cu Cartea Judecatori (1,17) din Biblia ebraică (sau Vechiul Testament)
aria unde se afla astăzi orașul era o parte din moștenirea tribului israelit Naftali  
S-a sugerat că afirmația lui Isus „Nu poate o cetate aflată pe vârf de munte să se ascundă” (Matei, 5,14) s-ar fi referit la Tzfat.

### Antichitate
În perimetrul cetății Safed s-au găsit peșteri tombale din Epoca Bronzului, mijlociu și târziu, din mileniul al II-lea î.Hr, cu vestigii care dovedesc o continuitate a ingroparilor vreme de 800 ani 
 
S-au găsit dovezi ale prezenței unei așezări din Epoca fierului și până în Epoca Primului Templu și cea a Dominației persane Ahemenide.
După distrugerea orașelor galileene de către regele Asiriei în anul 732 î.Hr., au pătruns în regiune numeroși fenicieni. S-au găsit monede care dovedesc existența unei asezări la Tzfat în vremea regelui Alexandru Ianai din secolele al II-lea - I î.H. 
Numele Tzfat apare o singură dată în Biblia ebraică în contextul cuceririi unui oraș al tribului Iuda (Yehuda):
Apoi a mers Iuda cu Simeon, fratele său, și a lovit pe Canaaneii cre locuiau în Țefat și i-au dat pieirii: de aceea s-a numit cetatea aceea Horma. Acest Țfat era în teritoriul atribuit tribului Iuda în sudul Tarii Israel și nu în nord. (Cartea Judecători 1, 17)
În timpul celui de-Al Doilea Templu din Ierusalim (516 î.Hr - 70 d. Hr), Tzfat s-a numǎrat printre orașele-cetǎți apǎrate de cǎtre zeloți. În cartea sa, „Războiul iudeilor” vol.2, Josephus Flavius (YOsef ben Matityahu) a descris pregătirile pe care le-a facut în calitatea de comandant al Galileei în preajma Marii revolte a evreilor împotriva romanilor. El se aștepta ca armata romană chemată să reprime  revolta, să vină dinspre Siria și că va încerca mai întâi să cucerească Galileea. El a decis sa fortifice mai multe locuri din Galileea Superioară: Sela Akhbara și Tzfat (aminitit sub numele Sepph) și Yamnit (cunoscut mai târziu ca Avnit) și Muntele Meiron. Nevoia de a fortifica Tzfatul este explicabilă prin poziția înaltă a locului care domina toate pasurile din munții dimprejur. Pe muntele Canaan (Kenaan) lenga Biriye (astăzi parte din orașul Tzfat) se afla așezarea Yavnit, cunoscută în zilele noastre ca Ruinele Abnit (Khirbet Abnit) . La Yavnit se afla de asemenea una din fortificațiile zidite de Yosef ben Matityahu în perioada Marii Revolte și care este pomenită intr-una din poeziile liturgice ale lui Elazar Hakalir ca fiind un sediu al garzii preoțești - Eimar.    
Dupa distrugerea Templului al Doilea , familiile preotilore (Kohanim) care au supraviețuit au fugit din Ierusalim si s-au mutat în Galileea, unde au trăit în mici comunități care conservau cu strictete obiceiuri ale preoților și de purificare. Între cele 24 gărzi preoțești din acea vreme s-a aflat garda 12 - numită garda Yakim sau pashhur Tzfat. 
Pe timpul Cruciadelor, în scopul obținerii controlului asupra acestor înălțimi strategice, cruciații au construit aici o cetate mare, cu ziduri duble, a căror înălțime ajungea pînǎ la 28 de metri, zidurile exterioare având șapte turnuri. În jurul acestei cetǎți s-a și dezvoltat orașul. În vremea conflictelor dintre cruciați și mameluci Safed era deja un important centru regional. La Tzfat se află cele mai vechi moschei mameluce din Galileea.  
Orașul a câștigat faimă în secolele XVI - XVII, cînd o pleiadǎ întreagă de rabini-mistici de renume, care au fugit de prigoana regilor catolici din Spania și Portugalia, s-au mutat aici. Printre aceștia a fost și Yosef Karo, care a creat codul fundamental al legii iudaice medievale "Shulhan Aruh", valabil până astăzi pentru iudaismul ortodox. De asemenea cabaliști renumiți, precum  rabinul Itzhak Luria Ashkenazi, zis Ha'ari, și Moshe Cordovero. 
La data de 29 august 1929 în timpul pogromului din oraș, arabii au omorât 20 de evrei (inclusiv copii și femei) și au rănit alți 80. 200 de locuințe evreiești din centrul orașului au fost arse.
În timpul revoltei arabe din 1936-1939, orașul a fost apǎrat de Haganah și forțele de auto-apǎrare evreiești create din evrei localnici, spre protejarea a celor 2000 de evrei din localitate. La 13 august 1936, un grup de arabi a pǎtruns în oraș reușind să omoare 5 evrei, între care trei copii.
Până la începutul războiului arabo-israelian din 1947-1949. Populația orașului numǎra aproximativ 2.000 de evrei și 10.000 de arabi. Ca rezultat, în timpul luptelor din mai 1948 care au dus la trecerea orașului sub controlul evreilor , cea mai mare parte a populației arabe a părăsit localitatea, restul au fost izgoniți . În prezent, populația orașului este aproape în întregime evreiască.

## Demografie
Populația istoricǎ a orașului Safed:

## Obiective însemnate și atracții turistice

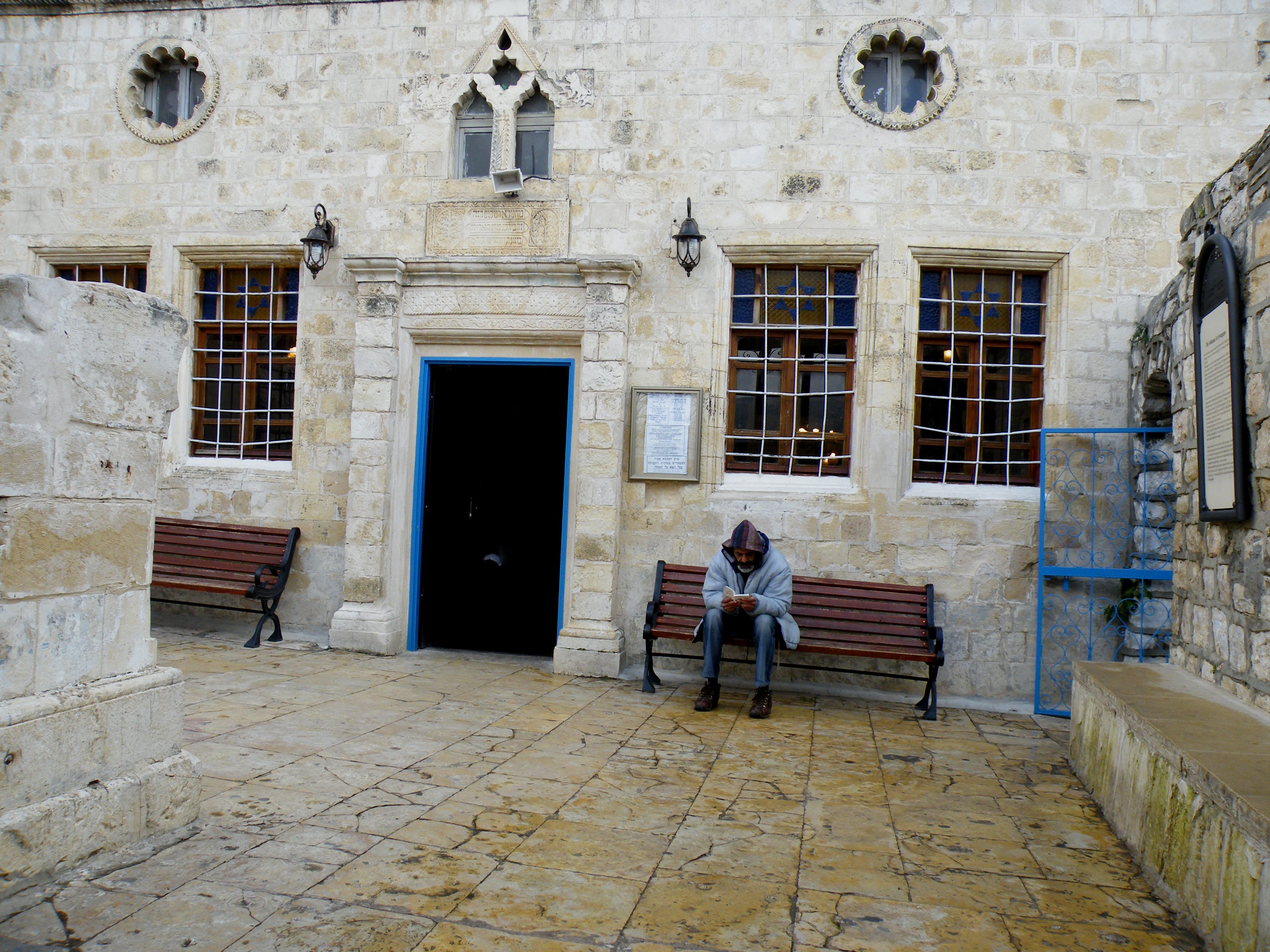
Sinagoga Haari Ashkenazi din Safed

- Kikar hameghinim - (Piața apărătorilor) unde in 1948 s-a aflat comandamentul apărătorilor evrei din forțele Hagana
- Casa Abu - locul de pornire a procesiunii anuale a sulurilor Torei în ajunul sărbătorii  Lag Baomer care se îndreaptă spre mormântul lui Rabbi Shimon bar Yohai pe Muntele Meron. Tradiția aceasta pleacă de la anul 1833.
- Parcursul „Livnot ulehibanot” - tuneluri subterane și ruine ale cartierului sefard din secolul al XVI_lea, incluzând relicvele unei brutării, a unei băi rituale, ale unor case și ale unor izvoare de apă.
- Vechiul cimitir evreiesc din Tzfat  existent din secolul al XVI-lea, la vest de cartierul evreiesc, (intrarea din strada Ha'ari)[9] unde sunt înmormântați Rabinul Itzhak Luria Ashkenazi (Ha'arí Hakadosh), cel mai mare din cabaliștii din Tzfat,  rabinul Yosef Karo, , autorul cărții „Shulhan arukh", cartea fundamentală a legislației iudaice Halahá, rabinii Moshe Cordovero, rabinul Moshe Alsheikh, Moshe Mitrani, Yaakov Berav și rabinul Shlomo Alkabetz, poet liturgic, autorul piyutului „Lekha Dodi”. Cimitirul este frecventat zilnic de pelerini, sute de mii anual, mai ales în ziua de 5 Av, aniversarea morții lui Rabbi Itzhak Luria. Aici nu se mai fac înmormântări din anii 60 ai secolului al -XX-lea.
- Parcul Cetății (Gan Hametzudá) - un parc municipal, pe vârful Muntelui Tzfat (la 834 m înălțime deasupra nivelului mării) între strada Palmakh la est și strada Hativat Iftakh la vest. [10]
  - Cetatea Safed la est de Orașul Vechi, zidită de cruciați în 1102, întărită de regele Foulque al Ierusalimului (1131-1143) în 1140, pe locul unde, poate, a fost în epoca romană citadela ridicată de comandantul evreu antic Yosef ben Matityahu (Josephus Flavius) la începutul Marii Revolte antiromane a evreilor, [11]și mai târziu, o cetățuie arabă. A fost cucerită de Saladin în 1187, distrusă prin 1230, și apoi recucerită și reconstruită de cruciați (Castrum Saphet) în 1240  Mamelucii conduși de Baibars au recucerit-o în 1266 și au reîntărit-o. După ce a fost distrusă în cutremurul din 1303, a fost reconstruită de sultanul mameluc Kaitbay în 1475. După o perioadă de degradare în primele veacuri ale  dominației otomane, dommnitorul arab din Galileea Dahr al Omar a refăcut-o la mijlocul secolului al XVIII-lea. Soldați ai lui Napoleon au ocupat-o pentru scurt timp în 1799.

Ea a fost distrusă în cutremurul de pământ din 1837, și de atunci nu a mai fost restaurată. A mai suferit daune suplimentare în cutremurul din 1931. Ruinele aflate pe vârful muntelui Tzfat, sunt înconjurate de grădini. De pe vechea cetate se poate vedea panorama Galileei Superioare. Alături de ruine se află un monument în memoria celor 42 luptători evrei căzuți in luptele de la Tzfat în Războiul pentru Independența Israelului.
- - Clădirea Poliției britanice - lângă strada Yerushalaim și colț cu Urcușul Moshe Pedetzur  - pe povârnișul de vest al Muntelui Tzfat, sub ruinele cetății. Alături se afla o poziție a luptatorilor evrei și ziduri ciuruite de gloanțe din timpul luptelor din 1948. Nu departe este așezat mortierul improvizat „Davidka” care cu zgomotul produs în timp ce bombarda în 1948 partea arabă a orașului a contribuit la scăderea moralului de luptă al arabilor din Safed. Lângă Davidka se află un punct de observație panoramică a Tzfatului și a Galileei.[13]
  - Muzeul Biblic (Fostul Muzeu Glicenstein), pe strada Hativat Iftah, în Parcul Cetății , în casa din scolul al XIX-lea a fostului guvernator otoman al orașului. Muzeul cuprinde 400 de creații ale artistului american Philip Ratner pe teme biblice.

În apropiere se află fostul cartier arab Haret al Sawawin'
- Vechiul cartier evreiesc din vremea otomană, tot pe povârnișul de vest al Muntelui Tzfat, cuprinde numeroase sinagogi și loca;uri de cult iudaice din vechime:  
  - Sinagoga sefardă Ha'arí (lângă strada Maalot Mekubalim - Urcușul cabaliștilor) - socotită cea mai veche sinagogă din Tzfat. Ea este descrisă de călătorul Moshe Bassola in anul 1522:« Sunt aici trei sinagogi...una a moghrabilor (adică a evreilor originari din  Africa de nord) și se numește Sinagoga lui Eliyahu, amintirea fie-i binecuvântată, fiindcă este veche, și au dovadă că prorocul Eliyahu (Ilie) s-a rugat într-însa.» După tradiție, aici s-a rugat și a învățat rabinul Itzhak Luria, Haarí. Sinagoga a fost construita ca o fortăreață la capatul cartierului evreiesc și cuprinde o chilie în care legenda spune ca venea să se reculeagă însuși prorocul Ilie. Rabinul Luria intra și el în acea chilie pentru a avea ceea ce numea revelatia lui Ilie (Giluy Eliyahu). Sinagoga  fost dărâmată de cutremurul de pământ din Safed din anul 1837 [14] și a fost restaurată cu ajutorul filantropului evreu italian Itzhak Guetta.
  - Sinagoga așkenază Ha'ari, (pe strada Najara), ridicată în secolul al XVI-lea de evrei sefarzi discipolii rabinului Luria pe locul unde s-a aflat livada de meri (în aramaică Haqal Tapuhin) unde rabinul Luria și elevii săi mergeau să intâmpine Sâmbăta. În secolul al XVIII_lea, după imigrația hasidimilor la Tzfat, a început să servească comunitatea așkenază din oraș și i s-a schimbat numele în „Sinagoga Ha'ari așkenază”. Și ea a fost rău avariată în cutremurul de la Tzfat din 1837 și a fost restaurată în 1857.  [15]
  - Centrul internațional de Kabbala tzfatit  (Cabala din Tzfat)  .
  - Sinagoga Itzhak Abuhab pe strada Abuhab, clădită de ucenicii rabinului Itzhak Abuhab din Castilia, a fost avariată de unul din cutremurele de pământ, și a fost reabilitată după fondarea Statului Israel. Găzduiește un sul de Tora, care, după tradiție, a fost copiat de însuși Rabinul Abuhab.[16]
  - Sinagoga Rabbi Abba Yossef B'naa (Habanay) (Sinagoga Hatzadik halavan) (strada Maalot Hamekubalim)  lângă o peșteră cu mormântul învățatului tanait Abba Yossef B'naa. În această sinagogă se află Sulul de Tora al familiei Abu care este purtat in procesiunea de Lag Baomer către Meron.[17]
  - Sinagoga Alsheikh Hakadosh - tot pe strada Abuhab, în stil Samarkand, este unica sinagogă veche care a rămas în picioare după cutremurele din 1759 și 1837.[18]
  - Sinagoga Yosef Karo (pe strada Abuhab). Sub podeaua sinagogii se află o cămăruță în care, după legendă, rabinul Karo a avut revelații de la înger.
  - Muzeul Beit Hameiri - în ulița Simtat Yud Alef, muzeu și centru de cercetare a istoriei evreilor din Tzfat din secolul al XVI-lea până la Războiul din 1948-1948. Se află într-o clădire (Casa Hameiri) al cărei parter a fost construit în secolul al XVI-lea. În muzeu sunt expuse articole de îmbrăcăminte,  tablouri, obiecte casnice și unelte meșteșugărești, reproducerea interiorului unei locuinte evreiești de la începutul secolului al XX-lea, articole de cult, , camera unui caligraf de scrieri rituale, sinagoga evreilor persani etc. [19]
- Spitalul Rivka Sieff (Ziv)
- Sinagoga hasidimilor Braslav desupra vechiului cimitir evreiesc
- Muzeul Beit Habad - pe strada Hatam Sofer 28, muzeu pe teme iudaice, precum filacterii (tefilin) și sărbători evreiești, un spectacol „sunet și lumină” despre Tzfat și sărbătorile evreiești
- Muzeul de istorie a orașului Tzfat - Beit Hameiri
- Muzeul tiparului (La Tzfat a funcționat prima tipografie din Palestina și una din primele din Asia) a fost construit in mijlocul Cartierului artiștilor plastici.
- Muzeul păpușilor - în piața Cziffer, pe strada Tu (Tet vav), expoziție de păpuși de porțelan îmbrăcate în costume populare din diferite țări, cu aspecte din evoluția costumatiei populare. Din piața Cziffer se vede panorama Muntelui Meron și galeria și expoziția de sculpturi ale sculptorului Moshe Cziffer.
- Vechiul cartier arab sau Orașul vechi Safed, este așezat pe povârnișul de sud-vest al Muntelui Tzfat, azi cartier de artiști și muzee.
  - Kiryat Haomanim - Cartierul artiștilor plastici creat după 1948 la poalele cetății Safed, la limita vechiului cartier evreiesc, cuprinde vechiul cartier arab din vremea mamelucilor Haret al Wata (cartierul de jos). Case vechi restaurate găzduiesc atelierele artiștilor și galeriile lor.
  - Moscheea Bazarului, azi Muzeul artiștilor din Tzfat- ָָconstruită în vremea sultanului otoman Abdul Hamid al II-lea a devenit locul Expoziției generale permanente a artiștilor. Expun aici circa 55 pictori și sculptori, membri ai Asociației artiștilor plastici din Tzfat[20]
- Muzeul Itzhak Frenkel - pe strada Tet Zain,  expune circa 100 creații ale lui Itzhak Frenkel (1899-1981) din Școala de la Paris, unul din părinții fondatori ai picturii moderne a evreilor din Palestina și Israel
  - Seraiul otoman  -fostul sediu al guvernatorilor otomani ai orașului, în centrul orașului, în Kikar Haatzmaut (Piata Independenței); azi adăpostește Centrul comunitar Wolfson. Cuprinde o expoziție despre istoria orașului cu proiecțiuni de sunet și lumină și un oficiu de informații pentru turiști. Clădirea a fost construită în vremea lui Dahar Al Omar. Lângă el se află Turnul cu ceas, unul din cele patru astfel de turnuri cu ceas ridicate de sultanul Abdul Hamid al II-lea in Palestina (celelalte fiind la Jaffa, Ierusalim și Akko.

În apropiere peste un cimitir antic mameluc și otoman -s-a construit căminul cultural Igal Alon și alături se construiește un tribunal 
- Muzeul patrimoniului iudaismului ungarofon în Piața Atzmaut , lângă Serai, având o colecție de exponate si documente despre viața spirituală ți materială a evreilor din Ungaria, include o proiectare  „sunet și lumină” și un centru computerizat de documentare.
  - Hanul Safed (pe strada Taz) ridicat ]n vremea mamelucilor prin anul 1325, astăzi face parte din Hotelul Rimonim
  - Mausoleul mameluc lângă han, mai la sud,  construit în anul 1372 de către guvernatorul mameluc al Safedului, a găzduit în vechime mormintele guvernatorilor orașului (azi distruse) și districtului, apoi o Zawiye - lăcaș de rugăciuni ale musulmanilor sufiți. Aici a fost înmormântat în 1372 guvernatorul mameluc Haj Musa Arokatai. În perioada contemporană clădirea a slujit ca loc de adunare a francmasonilor, apoi ca depozit a Administrației Antichităților a Israelului, azi servește Serviciul social al primăriei Tzfat. [22]
  - Moscheea Roșie -Jamiya al-Ahmar, în apropiere de mausoleu, ridicată în anul 1276, de catre sultanul din Cairo, Muhammad ibn Qalaun [23] după cucerirea orașului de către Baibars. A fost prinicipala moschee a orașului. După fuga arabilor din oraș în cursul războiului din 1948-1949, în anii 1950 clădirea a găzduit o ieșiva evreiască , apoi un club, in prezent este destinată a fi o sală de evenimente festive. [24]
  - Peștera Yakub sau Peștera Shem și Ever (Sem și Eber) vestigiu din epoca bizantină, situat în centrul orașului, într-o gradina pe strada Palmakh.[25] După tradiția musulmană aici a plâns Iacob pierderea fiului său Iosif. Aici a existat o moschee unde s-a păstrat un fir din barba profetului Mahomed. După tradiția evreiască locul a găzduit în vremea postdeluviană o școală religioasă unde au învățat Sem și Eber, fiul și nepotul lui Noe (Noah), iar mai târziu și patriarhul Iacob. Aici au avut loc în trecut rugăciuni comune ale musulmanilor și evreilor pentru a coborî ploaia în vreme de secetă. [26]
- Centrul Stam - de cunoaștere a artei caligrafilor evrei  - pe strada Hagdud Haivri

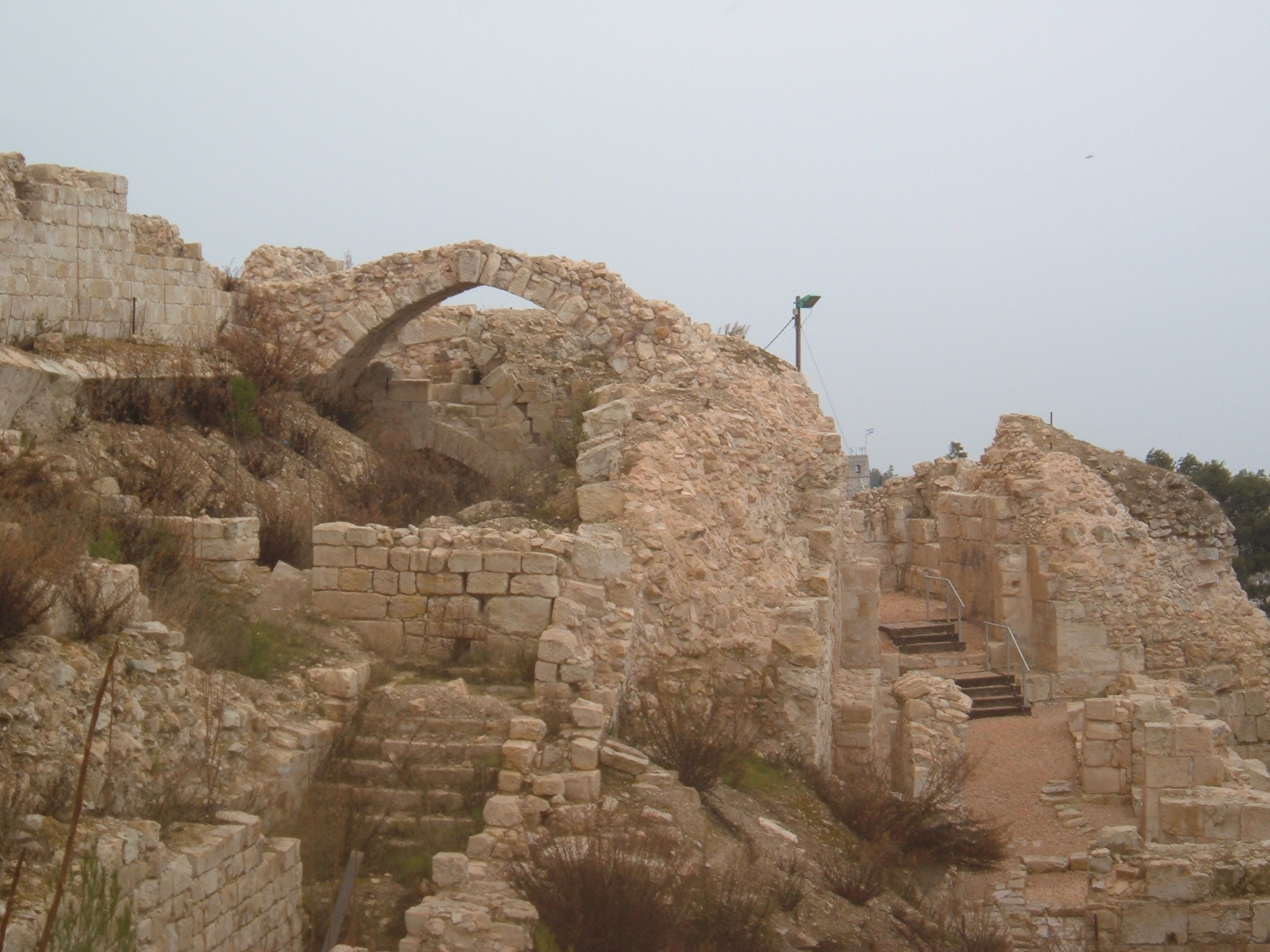
Ruinele cetății Safed

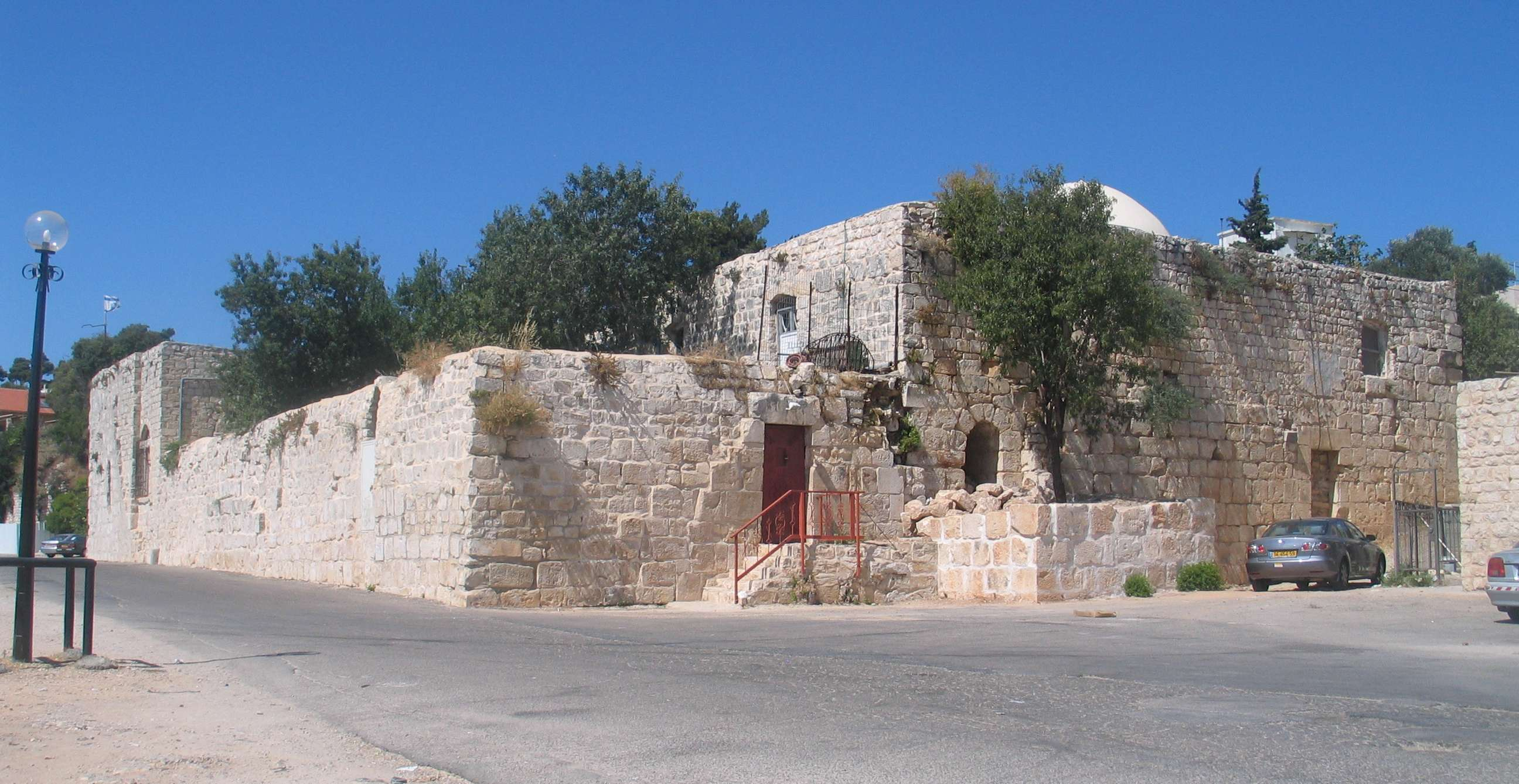
Moscheea Roșie din Safed, existentă din 1276

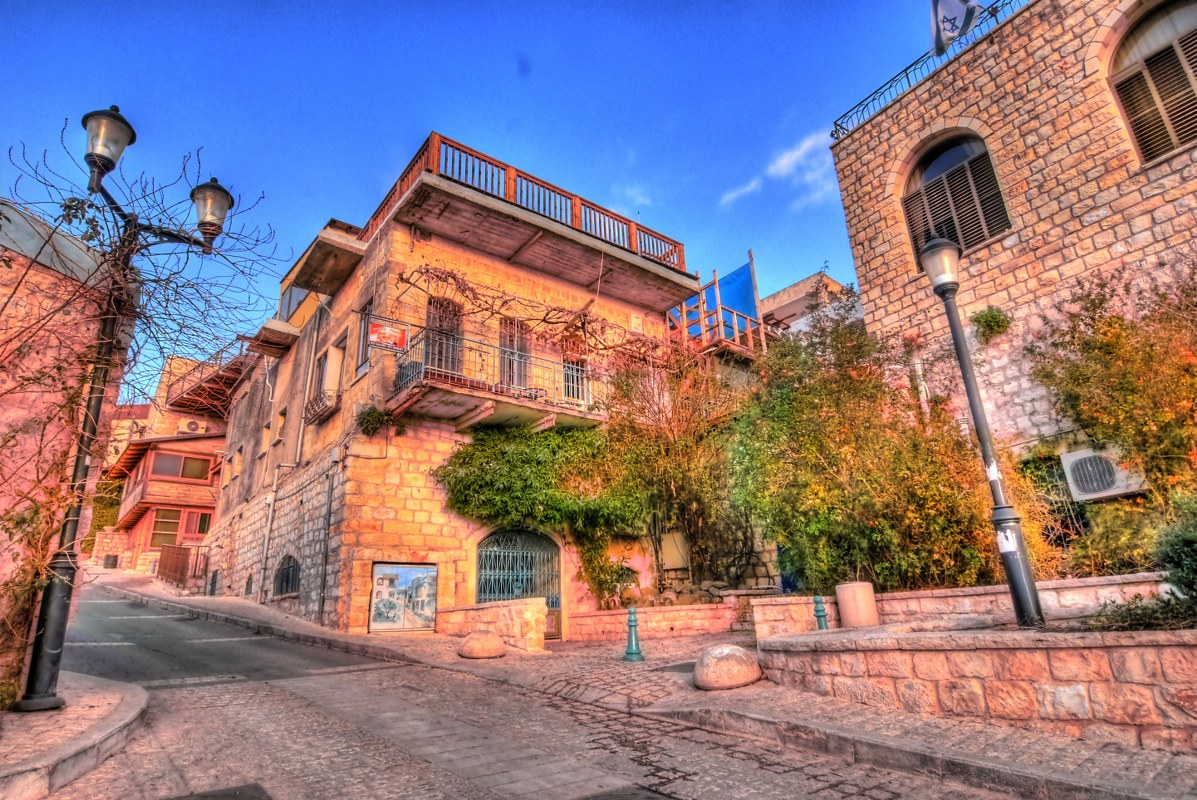
Imagine din orașul vechi Tzfat

- Moscheea Swika - Minaretul din piața municipală cea mică (Hashuk hakatan)- pe locul moscheii Swika din fostul cartier arab Aljora, din epoca otomană. [27]
- Parcul Emek Hatkhelet (Valea de zur)în nordul orașului - cu ruinele „cimitirului nou” musulman și creștin din perioada mandatului britanic [28]
- Cimitirul musulman Abu Qamis din fostul Cartier al kurzilor (cu mormântul lui Abu Qamis) -  în deceniul al doilea al secolului al XXI-lea. a fost transformat în Parcul Gan Habanim (Grădina fiilor)
- Cimitirul musulman Maqbarat al Kataf - a dispărut în anii 1950 [29]
- Satul arab Akbara care aparține în prezent de Tzfat,  cu ruinele unei sinagogi în partea veche a satului.
- Mormântul lui Rabbi Nahum din Gamzu (Nahum Ish Gamzu)  care a fost învățătorul lui Rabbi Akiva li al lui Ishmael ben Elisha
- Mormântul lui Adino Haetzni - la poalele Cartierului  Merom Haiym, la vest de strada David Elazar. Adino Haetzni este menționat in Biblia ebraică (Samuel II, 8) și  Vechiul Testament (a II-a Carte a Regilor) ca unul din căpeteniile din jurul lui David.
- fostul sat arab Birim. Satul a capitulat în fața armatei israeliene în noiembrie 1948 . Locuitorii au fost transferați temporar de autoritătile militare, care apoi ,din motive de securitate nu au mai permis întoarcerea locuitorilor. Săteni din Birim, refugiați în Liban, au fost autorizați să se intoarcă în Israel, dar nu în fostul lor sat. În 1953 satul a fost distrus, în afara bisericii și clopotniței, ramase neactive, dar care au devenit un loc de pelerinaj pentru foștii rezidenti. La nord- vest de Birim s-a întemeiat în 1963 așezarea agricola evreiască Dovev.<ref>M.Shahin<ref>

*Muntele Kenaan - pe munte, lângă Derech Hagalil (Aleea Galileei - șoseaua 89) se afla Poliția Muntelui Canaan din vremea Mandatului britanic. La est de clădire, în drumul spre Rosh Pina, se află un parc de statui opere ale lui Victor Halwani.  
Muntele Meron
- Rihaniya - la 5 km de Tzfat, este un sat musulman de cerkezi.

## Personalități născute aici
- Wadi Haddad (1927 - 1978), militant palestinian;
- Yossi Bitton (n. 1973), make-up artist, antreprenor.

## Orașe înfrățite

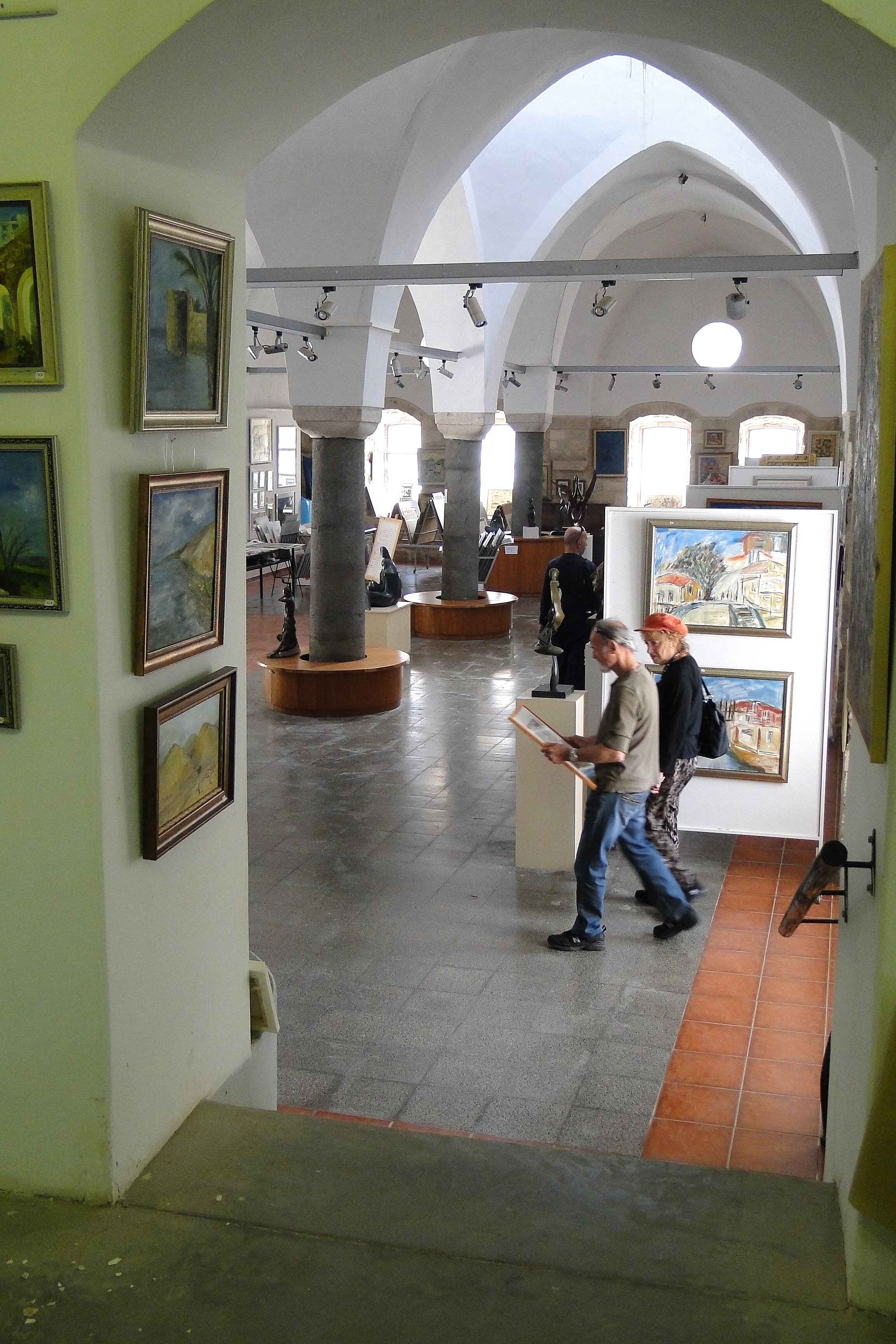
Expoziție de artă în fosta Moschee a Bazarului

- Toledo, Spania
- Lille, Franța
- Comitatul Palm Beach, Florida, Statele Unite